# Karolina av Birkenfeld-Zweibrücken
Karolina av Birkenfeld-Zweibrücken (Henriette Caroline Christiane Louise), född 9 mars 1721, död 30 mars 1774, var lantgrevinna av Hessen-Kassel; gift 12 augusti 1741 i Zweibrücken med lantgreve Ludvig IX av Hessen-Darmstadt. Hon var känd som Den Stora Lantgrevinnan, en benämning hon fick av Johann Wolfgang von Goethe.

## Biografi
Karolina var dotter till hertig Kristian III av Zweibrücken och Caroline av Nassau-Saarbrücken. 
Karolina räknades som sin tids mest lärda och beundrade kvinna och är välkänd för sina vänskapsförbindelser med sin tids mest berömda filosofer, bland andra Johann Gottfried Herder, Christoph Martin Wieland och Goethe; Wieland sade en gång att han önskade att han hade makten att göra henne till "drottning av Europa". Hon tillhörde också en av få kvinnor som beundrades av Fredrik den store; han kallade henne "Vårt sekels ära och under", och vid hennes död sände han en urna med texten femina sexo, ingenio vir (Latin för: En kvinna till könet, en man till sinnet").
Karolina levde länge separerad från sin make, som var militäriskt lagd och inte delade hennes intressen. Hon grundade en fabrik för att hjälpa upp statens ekonomi, och stödde 1772 politikern Karl Friedrich von Moser.
Karolina tillhörde den exklusiva grupp prenumeranter på upplysningstidens berömda tidskrift Correspondance littéraire, philosophique et critique.
Barn:
1. Karoline av Hessen-Darmstadt
2. Fredrika Louise av Hessen-Darmstadt
3. Ludvig X av Hessen-Darmstadt
4. Amalia av Hessen-Darmstadt född 1754
5. Wilhelmina av Hessen-Darmstadt född 1755, gift med Paul I av Ryssland
6. Louise Auguste av Hessen-Darmstadt född 1757